# Освайо Тауншип (округ Поттер, Пенсільванія)
Освайо Тауншип (англ. Oswayo Township) — селище (англ. township) в США, в окрузі Поттер штату Пенсільванія. Населення — 224 особи (2020).

## Демографія
Згідно з переписом 2010 року, у селищі мешкало 278 осіб у 109 домогосподарствах у складі 80 родин. Було 189 помешкань
Расовий склад населення:
| - 97,8 % — білих - 1,8 % — осіб інших рас |

До двох чи більше рас належало 0,4 %. Частка іспаномовних становила 1,8 % від усіх жителів.
За віковим діапазоном населення розподілялося таким чином: 19,8 % — особи молодші 18 років, 58,6 % — особи у віці 18—64 років, 21,6 % — особи у віці 65 років та старші. Медіана віку мешканця становила 44,0 року. На 100 осіб жіночої статі у селищі припадало 97,2 чоловіків;  на 100 жінок у віці від 18 років та старших — 108,4 чоловіків також старших 18 років.
Середній дохід на одне домашнє господарство  становив 53 958 доларів США (медіана — 50 500), а середній дохід на одну сім'ю — 57 567 доларів (медіана — 61 250). За межею бідності перебувало 20,0 % осіб, у тому числі 19,4 % дітей у віці до 18 років та 17,0 % осіб у віці 65 років та старших.
Цивільне працевлаштоване населення становило 89 осіб. Основні галузі зайнятості: транспорт — 20,2 %, освіта, охорона здоров'я та соціальна допомога — 19,1 %, сільське господарство, лісництво, риболовля — 14,6 %, виробництво — 13,5 %.